# Alexander Nobis
Alexander Nobis (* 6. Mai 1990 in Strausberg) ist ein ehemaliger deutscher Moderner Fünfkämpfer.

## Karriere
Nobis wurde 2012 mit der deutschen Mannschaft, zu der noch Delf Borrmann und Stefan Köllner gehörten, Vizeweltmeister. 2015 gelang ihm gemeinsam mit Marvin Dogue in der Staffelkonkurrenz der Titelgewinn. Im Juni 2015 wurden sie für diesen Erfolg zu Deutschlands Sportler des Monats gewählt. Mit Christian Zillekens wurde er 2017 in der Staffel Vizeweltmeister. In der Mixed-Staffel wurde er mit Ronja Steinborn Weltmeister. Bei Europameisterschaften gelang ihm bislang eine Podestplatzierung. Mit Stefan Köllner und Fabian Liebig wurde er 2016 Dritter in der Mannschaftswertung. 2019 gewann Nobis mit Patrick Dogue den Weltmeisterschaftstitel in der Staffel.
Er gewann 2016 die deutsche Meisterschaft. Nobis ist Sportsoldat bei der Sportfördergruppe der Bundeswehr. Sein Verein sind die Wasserfreunde Spandau 04, trainiert wird er von Peter Deutsch, Gerhard Schröter und Udo Wagner. Er ist mit der ehemaligen Modernen Fünfkämpferin Lena Schöneborn verheiratet.
Nobis war Kandidat bei der TV-Spielshow Schlag den Besten.